# Кафява американска змия
Кафявите американски змии (Nerodia taxispilota) са вид влечуги от семейство Смокообразни (Colubridae).
Срещат се в югоизточната част на Съединените американски щати.
Таксонът е описан за пръв път от американския зоолог Джон Едуардс Холбрук през 1842 година.